# Rakia Rezgui
Rakia Rezgui, née le 26 août 1996, est une handballeuse internationale tunisienne évoluant au poste de pivot à la Stella Saint-Maur.

## Biographie
Elle évolue d'abord au Club africain dans son pays natal. Elle fait également partie de l'équipe de Tunisie, avec laquelle elle participe au championnat du monde 2015 et au championnat du monde 2017 en Allemagne,.
Elle rejoint la France en 2019 et le club de Celles-sur-Belle. Deux ans plus tard, elle signe à la Stella Saint-Maur. Elle est championne de France de D2 en 2023 avec le club francilien.

## Palmarès

### En club
compétitions nationales
- Championne de France D2 en 2021 (avec Celles-sur-Belle) et 2023 (avec la Stella St-Maur)

### En équipe nationale
Tunisie
championnats du monde
- 21e au championnat du monde 2015
- 24e au championnat du monde 2017
- 27e au championnat du monde 2021

championnats d'Afrique
- Médaille de bronze au championnat d'Afrique 2021